# Warm (Gelderland)

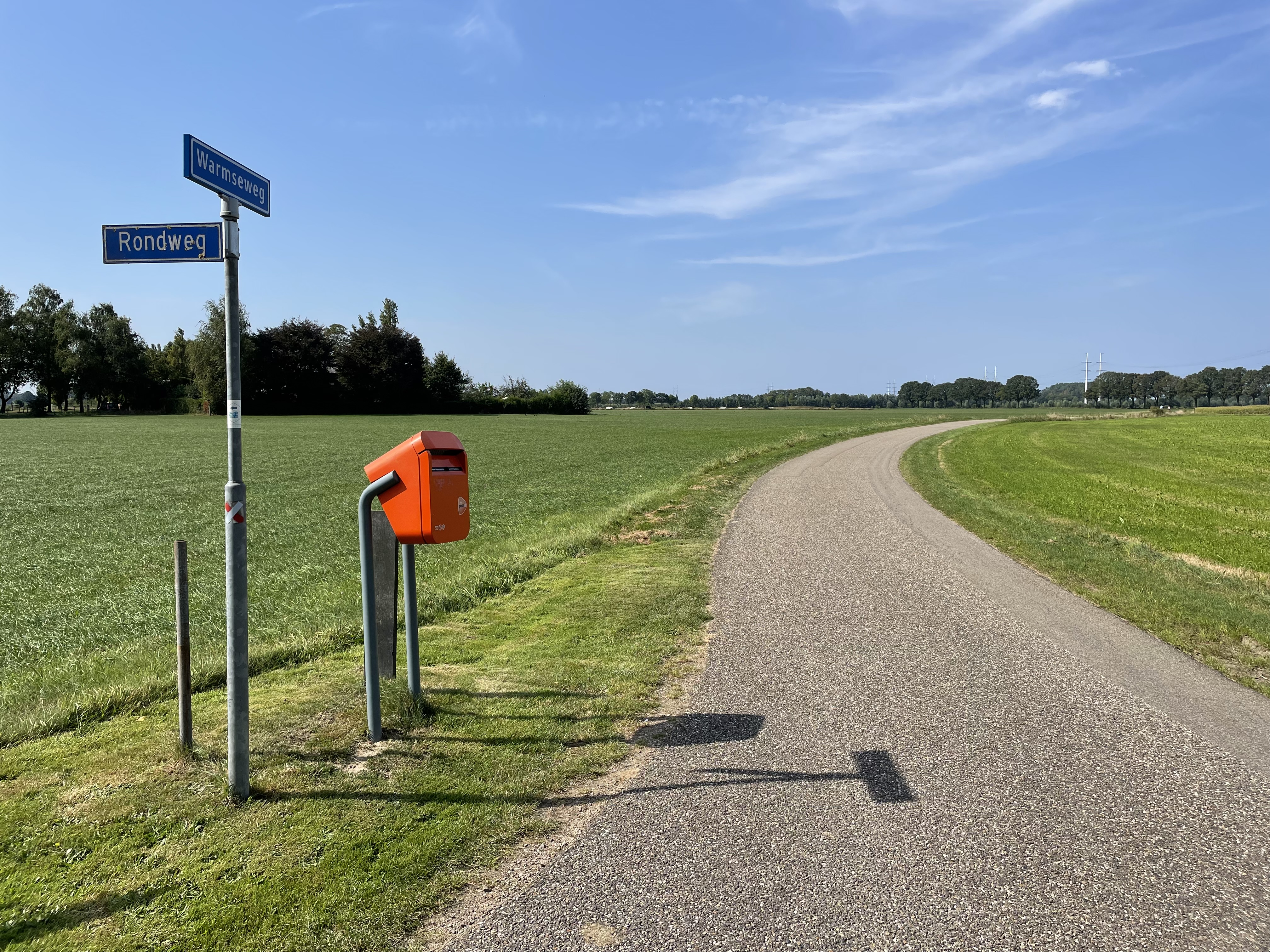
Brievenbus aan de Warmseweg

Warm is een buurtschap die ligt in de gemeente Oude IJsselstreek in de Nederlandse provincie Gelderland, in het deel van de voormalige gemeente Gendringen. Er is een havezate gelegen, genaamd Diepstege. Rond 1500 werd het door de jonker Adam van den Bergh aangekocht. Hij overleed in 1502 ongehuwd, maar hij liet wel enkele natuurlijke kinderen achter. Diepstege werd als leen van het Huis Bergh toegekend aan Hercules van den Bergh. In de 18e eeuw waren Peter Christiaen van Marle, landdrost van het Graafschap Bergh en zijn nakomelingen eigenaars van Diepstege.
Warm ligt aan het Waalse Water, een zijtak van de Oude IJssel. De naam Veerhuis herinnert aan de tijd dat met een veer Wijnbergen in de voormalige gemeente Bergh kon worden bereikt.
Stad: Terborg

Dorpen: Bontebrug · Breedenbroek · Etten · Gendringen · Megchelen · Netterden · Silvolde · Sinderen · Ulft · Varsselder · Varsseveld · Westendorp

Buurtschappen en gehuchten: De Heuven · Engbergen · Heelweg-Oost · Heelweg-West · Milt · Vriezelaar · Rafelder · Veldhunten · Voorst · Wals · Warm · Wieken · IJsselhunten · Ziek

Gelderland: Steden en dorpen in Gelderland      Nederland: Provincies · Gemeenten